# Mario Conte (calciatore)
Mario Conte (Ferrara, 28 settembre 1910 – ...) è stato un calciatore italiano, di ruolo difensore.

## Carriera
Nel 1933 viene ceduto dalla SPAL al Messina, con cui debutta in Serie B nella stagione 1933-1934; con i peloritani disputa tre campionati cadetti per un totale di 73 presenze e un gol.
Negli anni successivi veste la maglia del Forlì in Serie C.

## Palmarès

### Club

#### Competizioni nazionali
- Prima Divisione: 3

SPAL: 1932-1933, 1930-1931, 1931-1932
- Serie C: 1

Forlì: 1942-1943